# Карабінська сільська рада
Кара́бінська сільська рада (рос. Карабинский сельский совет) — сільське поселення у складі Солтонського району Алтайського краю Росії.
Адміністративний центр — село Карабінка.

## Історія
2011 року ліквідована Сайдипська сільська рада (село Сайдип, селище Усть-Куют), територія увійшла до складу Карабінської сільради.

## Населення
Населення — 1220 осіб (2019; 1437 в 2010, 1877 у 2002).

## Склад
До складу сільської ради входять:
| Населений пункт    | Населення, осіб (2002) | Населення, осіб (2010) |
| ------------------ | ---------------------- | ---------------------- |
| Карабінка, село    | 1406                   | 1109                   |
| Сайдип, село       | 333                    | 242                    |
| Стара Ажінка, село | 44                     | 21                     |
| Усть-Куют, селище  | 94                     | 65                     |